# Chocomyšl
Chocomyšl é uma comuna checa localizada na região de Plzeň, distrito de Domažlice.

## Galeria

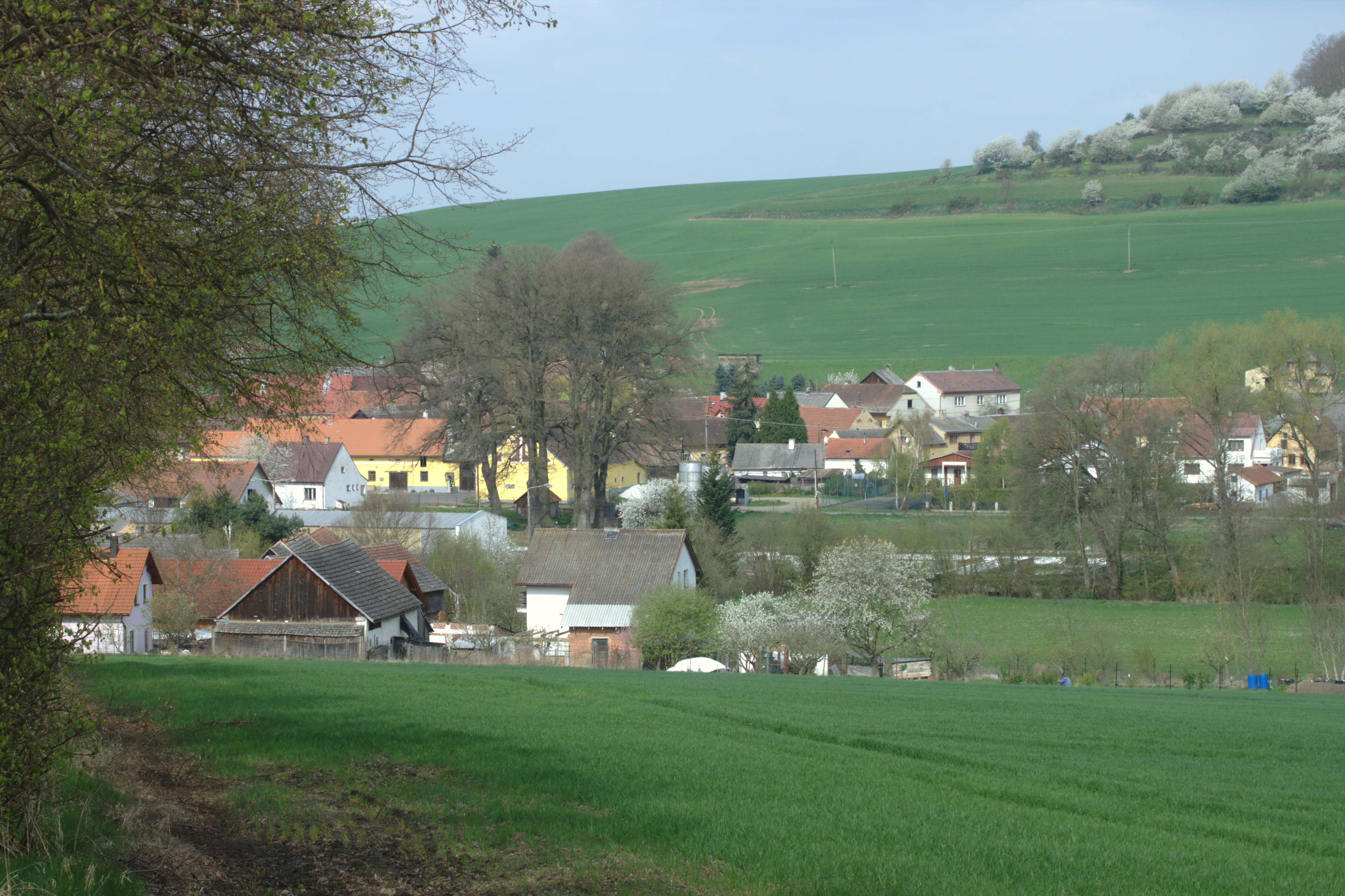
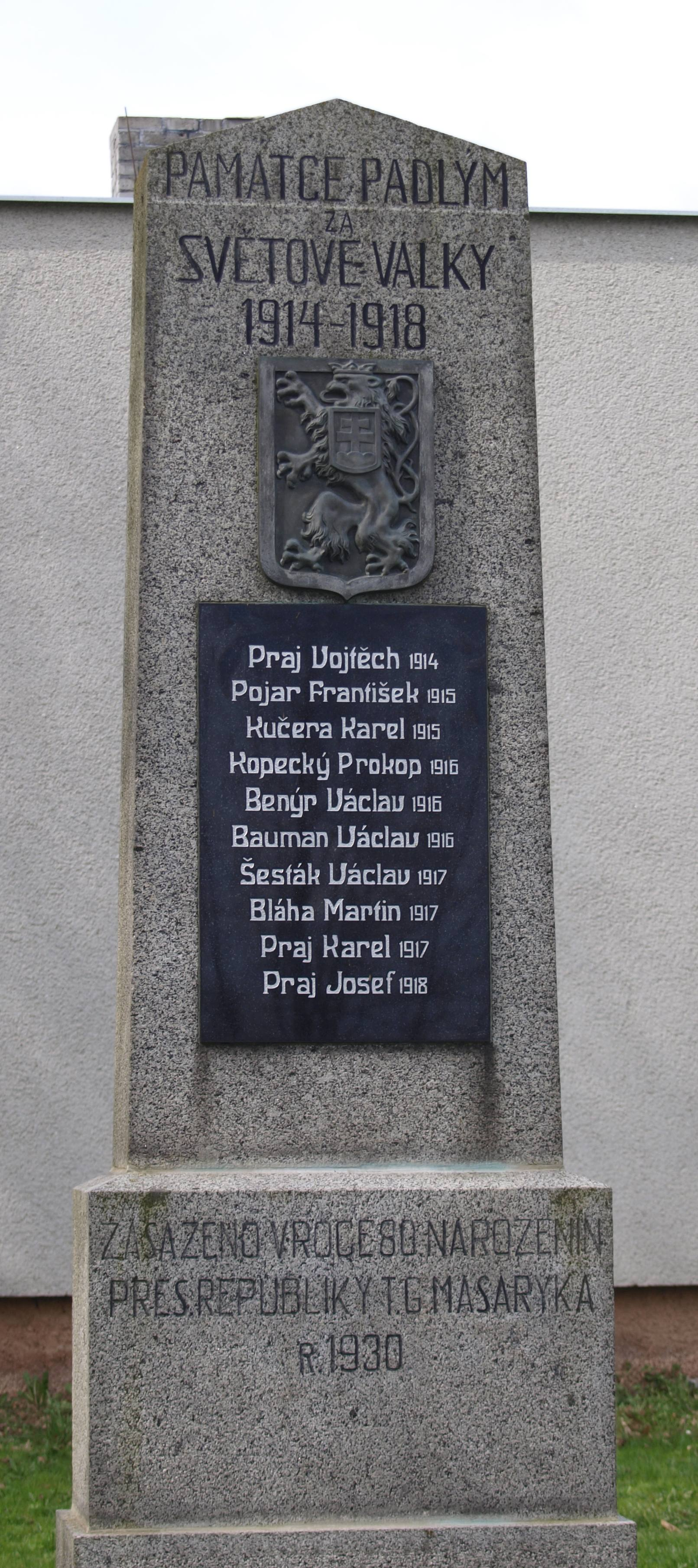
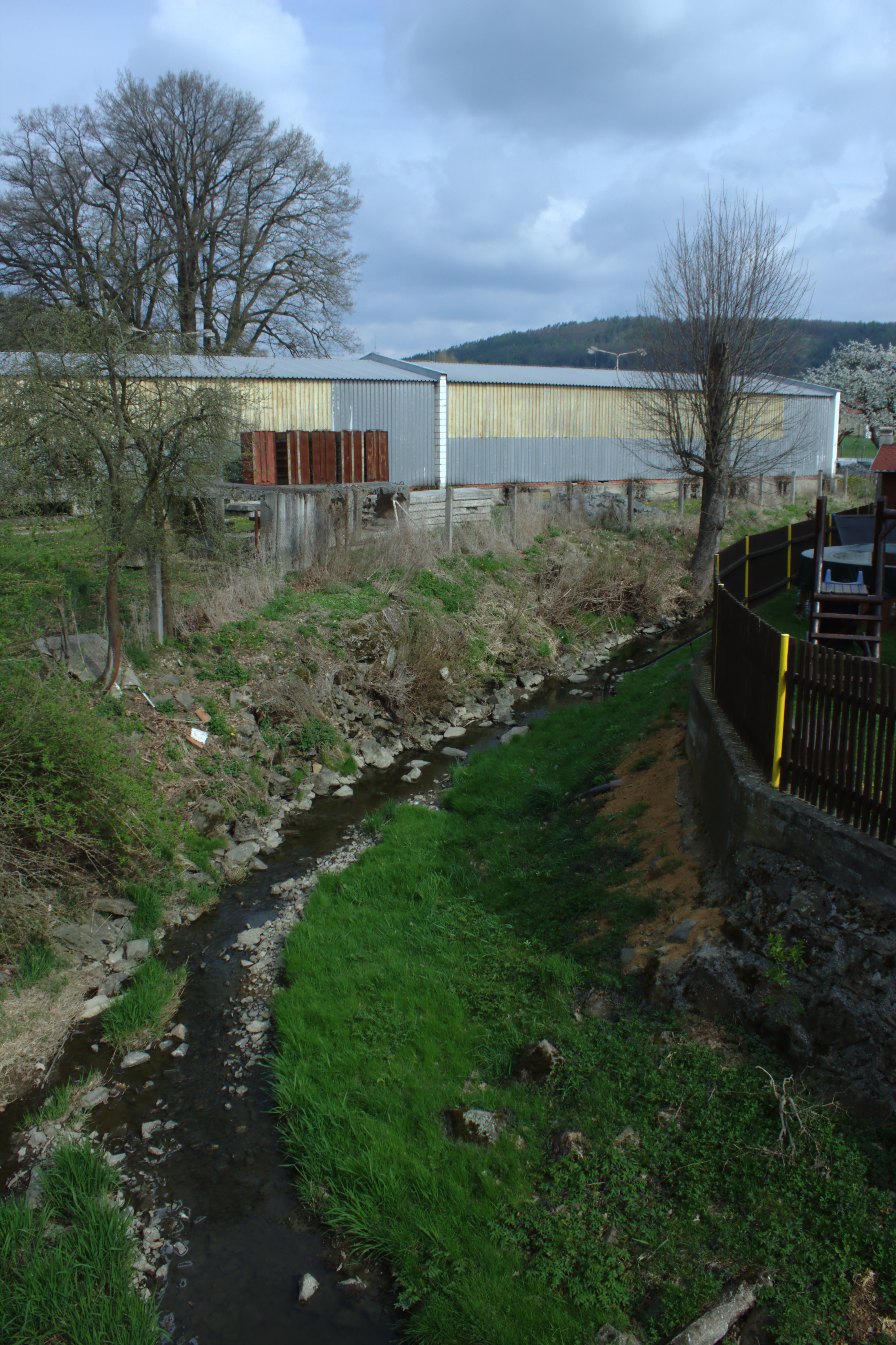